# Type 98
Type-98/99-serien är de senaste kinesiska stridsvagnarna, och har vissa gemensamma drag med den ryska stridsvagnen T-72 och den tyska Leopard 2. Type-98 var en experimentprototyp och Type-99 blev produktionsvarianten. Type-99 är en tredje generationens stridsvagn och utvecklades av Beijing institutet 211, för att sedan byggas av Fabrik 617 (tillsammans NORINCO).

## Bakgrund
I slutet av Kalla Kriget var Folkets befrielsearmé (FBA) i behov av en ny stridsvagn som skulle tillhöra den så kallade tredje generationen. Detta efter att tester Befrielsearmén gjort stod det klart att de ryska T-72 stridsvagnarna var överlägsna de kinesiska Type-88 och Type-85 stridsvagnarna (se Type-96). Ett första förslag kom i slutet av 1980-talet under beteckningen Type-90, men den uppfyllde inte Befrielsearméns krav och blev en exportstridsvagn istället. Forskningen gick vidare under Zhu Yushengs befäl hos Pekings institut 211. Ett förslag var att kopiera Leopard 2-stridsvagnen, men efter några år av förhandlingar med Västtyskland avbröts samtalen för att projektet skulle ha blivit för dyrt. Man övergick nu till att fokusera på en uppgradering av den existerande Type-90, och resultatet kom 1993 med Type-98 eller ZTZ-98. Två år före detta hade Sovjetunionen upplösts och faran för en invasion bedömdes vara över sedan länge i och med Gorbatjovs avspänningspolitik. Kontakter hade återigen slutits mellan Kina och Sovjet, vilka också inkluderade vapenhandel. Kina hade köpt ett hundratal T-80-stridsvagnar från Ryssland, vilket gjorde att Befrielsearmén kunde utveckla en stridsvagn baserad på T-80:s chassi, kombinerat med uppgraderingar från Type-90.

## Type-98
Type-98 var utrustad med en 1200 hk vätskekyld motor och en 125 mm slätborrad kanon som laddades manuellt, vilket gav en besättning på fyra personer. Ammunitionen var av västerländskt snitt med separat drivladdning, vilket gjorde att det ryska automatiska laddningssystemet 2A46 inte kunde användas i Type-98. Den förbättrade varianten Type-98G hade däremot planerats för rysk ammunition, vilket gjorde att det automatiska laddningssystemet kunde installeras. Besättningen minskades därför till 3 personer. Delar till motorn kommer från Västvärlden och Ukraina, och är en 1200 hk 150HB diesel motor. 
1993 tillverkade Fabrik 617 (nu FIRMACO) fyra stycken Type-98 stridsvagnar som testades mellan åren 1995 och 1996. I december 1996 gjorde Befrielsearmén tester och godkände att ett antal skulle byggas 1998. De få som byggdes visades upp på en militärparad på Himmelska fridens torg den 1 oktober 1999 under 50-årsfirandet av Folkrepubliken Kina. I motsats till vad många analytiker trodde beslöt Befrielsearmén att den inte skulle massproduceras, då den inte till fullo motsvarade arméns krav. Man fortsatte därför att förbättra Type-98 för att ta fram en modell som motsvarade kraven.

## Type-99
Genom att öka motorns prestanda till 1500 hk och förbättra frontpansaret fick man till slut fram Type-99 eller ZTZ-99, som är en förbättrad version av Type-98G. År 2001 levererades 40 stycken Type-99:or till Befrielsearmén, och sedan dess används den av elitpansartrupper i Kinas markstridskrafter. De flesta Type-99:or finns idag i norra Pekings och Shenyangs militärregioner. 
Förutom motorn och pansarets förbättringar är de flesta Type-99:or också utrustade med nya reaktiva pansarblock på tornet. Dess 125 mm slätborrade kanon, är av rysk design och kan skjuta pansarvärnsrobot 9M119 (NATO-beteckning AT-11 Sniper). Kina har producerat 9M119 på licens sedan början av 1990-talet. Type-99 är också utrustad med det ryska laddningssystemet 2A46 som Kina också tillverkar på licens. Systemet möjliggör en eldhastighet om åtta skott i minuten. Om pjäsen laddas manuellt blir eldhastigheten endast 1-2 skott i minuten. Stridsvagnens standardlast inkluderar 41 projektiler och Type-84 rökgranatkastare på sidorna av tornet. Motorn härstammar från den tyska MB871ka501-dieselteknologin, och är det som gör att Type-99 har 300 hk mera än tidigare varianter. Accelerationen från 0-32 km/h sker på 12 sekunder. Type-99 är också utrustad med en laseravståndsmätare, ballistiska datorer, ett laservarningssystem och de ryska Drozd, Drozd 2 och Arena självförsvarssystemen. De sistnämnda avfyrar missiler för att förstöra inkommande projektiler eller missiler.
Pansaret på Type-99 är fortfarande okänt men vissa foton visar att en del Type-99:or har A1203 kompositpansar. Frontpansaret lär vara väldigt lik det hålpansar som används på de pakistanska Al-Khalid och Leopard 2A5 samt reaktiva pansarblock.

## Varianter
- Type-98 eller ZTZ-98: Den första prototypen med fyra personer som besättning. Ammunitionen är av västerländsk typ där hylsan och projektilen var separata, vilket gjorde att laddningen var manuell. Växellådan är manuell istället för automatisk som på Type-90. Några få producerades men Befrielsearmén avvisade modellen senare.
- Type-98G: utrustad med en rysk ammunitionstyp vilket möjliggjorde att det ryska 2A46 laddningssystemet kunde installeras. Motorn är en 1200 hk 120HB dieselmotor. Var endast en prototyp för tester och producerades aldrig.
- Type-99 eller ZTZ-99: Uppgradering från Type-98G med en 1500 hk vattenkyld dieselmotor och med en mängd andra förbättringar. 40 st levererades år 2001, är Kinas tredje generations stridsvagn.